# Hamlet Cup 2001
Hamlet Cup 2001 — тенісний турнір, що проходив на кортах з твердим покриттям у місті Лонг-Айленд, USA з 20 серпня . Належав до категорії ATP International Series.

## Фінальна частина

### Одиночний розряд
Томмі Гаас —  Піт Сампрас 6–2, 3–6, 6–3

### Парний розряд
Джонатан Старк /  Кевін Ульєтт —  Леош Фридль /  Радек Штепанек 6–1, 6–4